# Dysschema centenaria
Dysschema centenaria är en fjärilsart som beskrevs av Hermann Burmeister 1878. Dysschema centenaria ingår i släktet Dysschema och familjen björnspinnare. Inga underarter finns listade i Catalogue of Life.